# 朗維尤鎮區 (阿肯色州阿什利縣)
朗維尤鎮區（英語：Longview Township）是位於美國阿肯色州阿什利縣的一個行政鎮區。

## 地方資料
朗維尤鎮區的面積為153.49平方千米，當中陸地面積為152.37平方千米，而水域面積為1.12平方千米。根據2010年美國人口普查的數據，當地共有人口890人，而人口密度為每平方千米5.8人。